# Francisco Cabañas
Francisco Cabañas Pardo (Città del Messico, 22 gennaio 1912 – Città del Messico, 26 gennaio 2002) è stato un pugile messicano.

## Palmarès

### Olimpiadi
- Argento a Los Angeles 1932 nei pesi mosca.